# Oratorio di Santa Maria delle Grazie (Alanno)
L'oratorio di Santa Maria delle Grazie si trova nel comune di Alanno, in provincia di Pescara e arcidiocesi di Pescara-Penne; è sussidiario della parrocchiale dell'Assunzione della Beata Vergine Maria e fa parte della forania di Torre de' Passeri.

## Storia
L'oratorio di Santa Maria delle Grazie nasce intorno al 1498 sul luogo di un'apparizione della Madonna, che chiese ai contadini la costruzione di una chiesa, terminata nel 1505 e successivamente ampliata.
Alla chiesa venne annesso anche un convento, di cui restano di un chiostro addossato alla chiesa stessa.

## Descrizione

### Esterno
L'esterno, con possenti bastioni di contenimento, si presenta con un portico ad una sola arcata, al cui interno è uno spazio coperto con volta a crociera.
Ai lati del portale datato 1505, attribuito alla scuola di Giacomo di Silvestro di Sulmona, si trovano due lesene con motivi vegetali e dotate di capitelli con motivi fantastici. L'architrave è sormontato da una cornice in pietra sormontato da un arco in pietra ed ospita un affresco della deposizione.
Il campanile è a vela ed è composto da una parte centrale più alta e due celle laterali più piccole.

### Interno

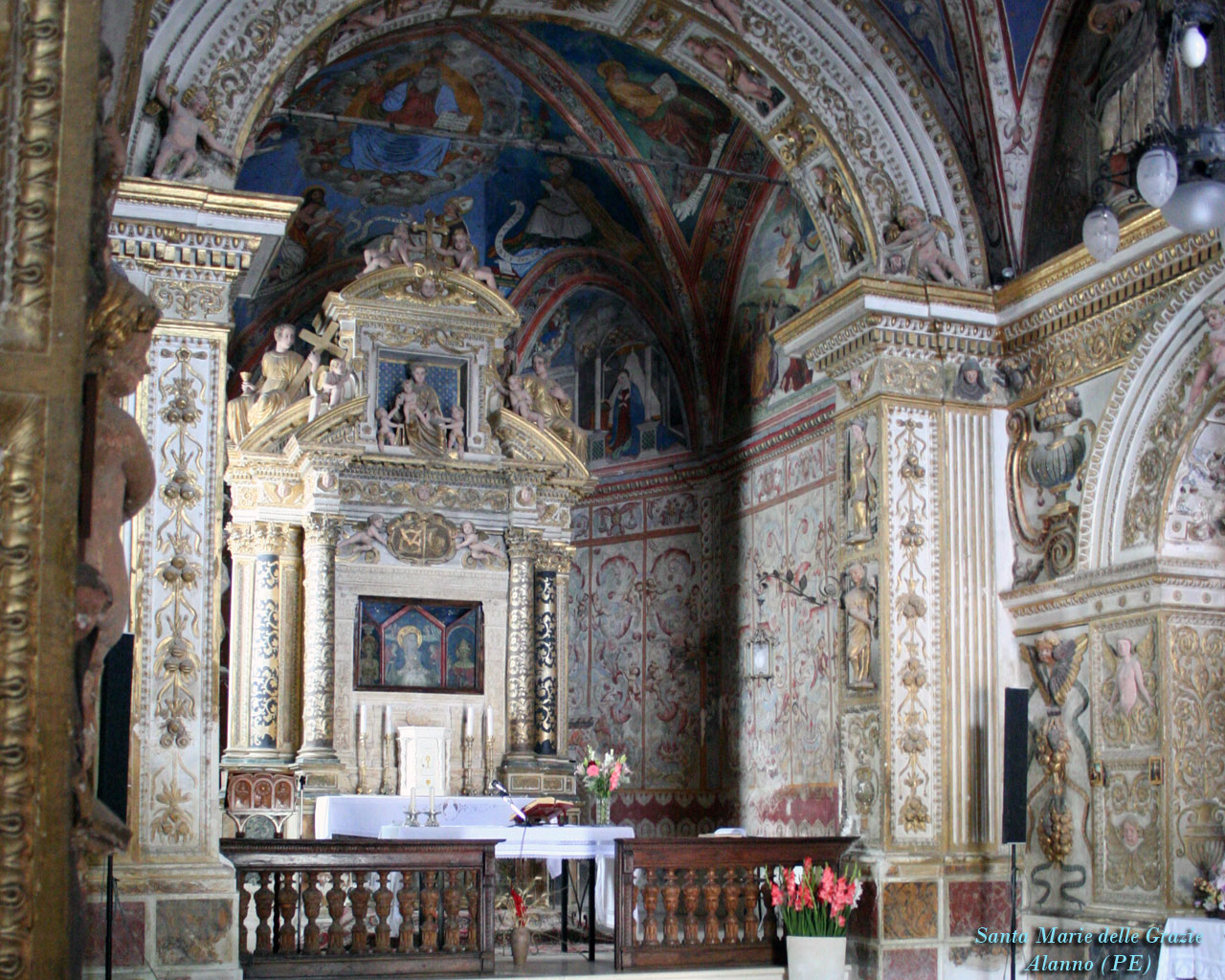
Interno

L'interno è composto da una navata unica divisa in due campate coperte con volte a crociera con quattro cappelle, due per ciascun lato, ed un'abside poligonale sul fondo che riporta la scritta del 30 settembre 1632.
Le pareti e le volte dell'abside sono affrescate con scene della vita della Madonna, attribuite alla scuola di Andrea De Litio e datate 1522. Anche le volte della navata e delle cappelle laterali sono affrescate e datate nel 1698.
Le stuccature della chiesa sono attribuite a Donato Ferada e datate intorno al 1675, mentre le dorature sono attribuite ad Antonello de Castellis da Tocco e datate al 1690. Alla decorazione della chiesa contribuirono anche Angelino di Beffi e Tommaso Bernardino di L'Aquila, artisti che lavorarono anche all'Oratorio di Pietranico.
L'altare maggiore risale al 1642 ed ospita al centro uno stucco della Madonna in trono con Bambino ed un trittico a tempera su tavola del Quattrocento raffigurante la Vergine tra San Sebastiano e San Clemente, attribuito da Antonio De Nino alla scuola del Pinturicchio.